# Municipio de Center (condado de Monona)
El municipio de Center (en inglés: Center Township) es un municipio ubicado en el condado de Monona en el estado estadounidense de Iowa. En el año 2010 tenía una población de 139 habitantes y una densidad poblacional de 1,7 personas por km².

## Geografía
El municipio de Center se encuentra ubicado en las coordenadas 42°5′42″N 95°49′22″O / 42.09500, -95.82278. Según la Oficina del Censo de los Estados Unidos, el municipio tiene una superficie total de 81.78 km², de la cual 81,32 km² corresponden a tierra firme y (0,56 %) 0,46 km² es agua.

## Demografía
Según el censo de 2010, había 139 personas residiendo en el municipio de Center. La densidad de población era de 1,7 hab./km². De los 139 habitantes, el municipio de Center estaba compuesto por el 96,4 % blancos, el 2,16 % eran amerindios, el 1,44 % eran asiáticos. Del total de la población el 0 % eran hispanos o latinos de cualquier raza.